# Olegario Clarin
Olegario B. Clarin (Loay, 6 maart 1892 - ?) was een Filipijns politicus. Hij was afgevaardigde van Bohol van 1925 tot en met 1927, van 1935 tot 1945 en werd na de Tweede Wereldoorlog in 1946 voor een termijn gekozen in de Senaat van de Filipijnen.

## Biografie
Olegario Clarin werd geboren op in 6 maart 1892 in Loay in de Filipijnse provincie Bohol. Zijn ouders waren afgevaardigde Aniceto Clarin en Margarita Butalid. Hij was een jongere broer van senator Jose Clarin. Na het voltooien van de Cebu High School en het Liceo de Manila studeerde Clarin rechten aan de Philippine Law School en de National University en behaalde uiteindelijk zijn Bachelor-diploma rechten.
In 1925 werd Clarin gekozen tot afgevaardigde van het 2e kiesdistrict van Bohol. Deze eerste termijn als afgevaardigde duurde tot eind 1927. In 1932 werd Clarin benoemd tot Registrar of Deeds in Bohol. Drie jaar later volgde een verkiezing tot afgevaardigde in het nieuwe eenkamerige Nationale Assemblee van de Filipijnen. In 1939 werd hij herkozen. Nadat in 1941 het Assemblee weer werd opgesplitst in het Huis van Afgevaardigden en de Senaat, werd Clarin opnieuw gekozen in het Huis. Kort na deze verkiezingen vielen de Japanners echter de Filipijnen binnen. Hiervoor ging het nieuw gekozen Filipijns Congres pas in 1945 na de herovering van het land door de Amerikanen in sessie. Bij de eerste verkiezingen na het verkrijgen van de onafhankelijkheid in 1946 werd Clarin gekozen in de Senaat van de Filipijnen. Zijn termijn in de Senaat duurde tot eind 1951.